# هرکسی را داشته‌اش

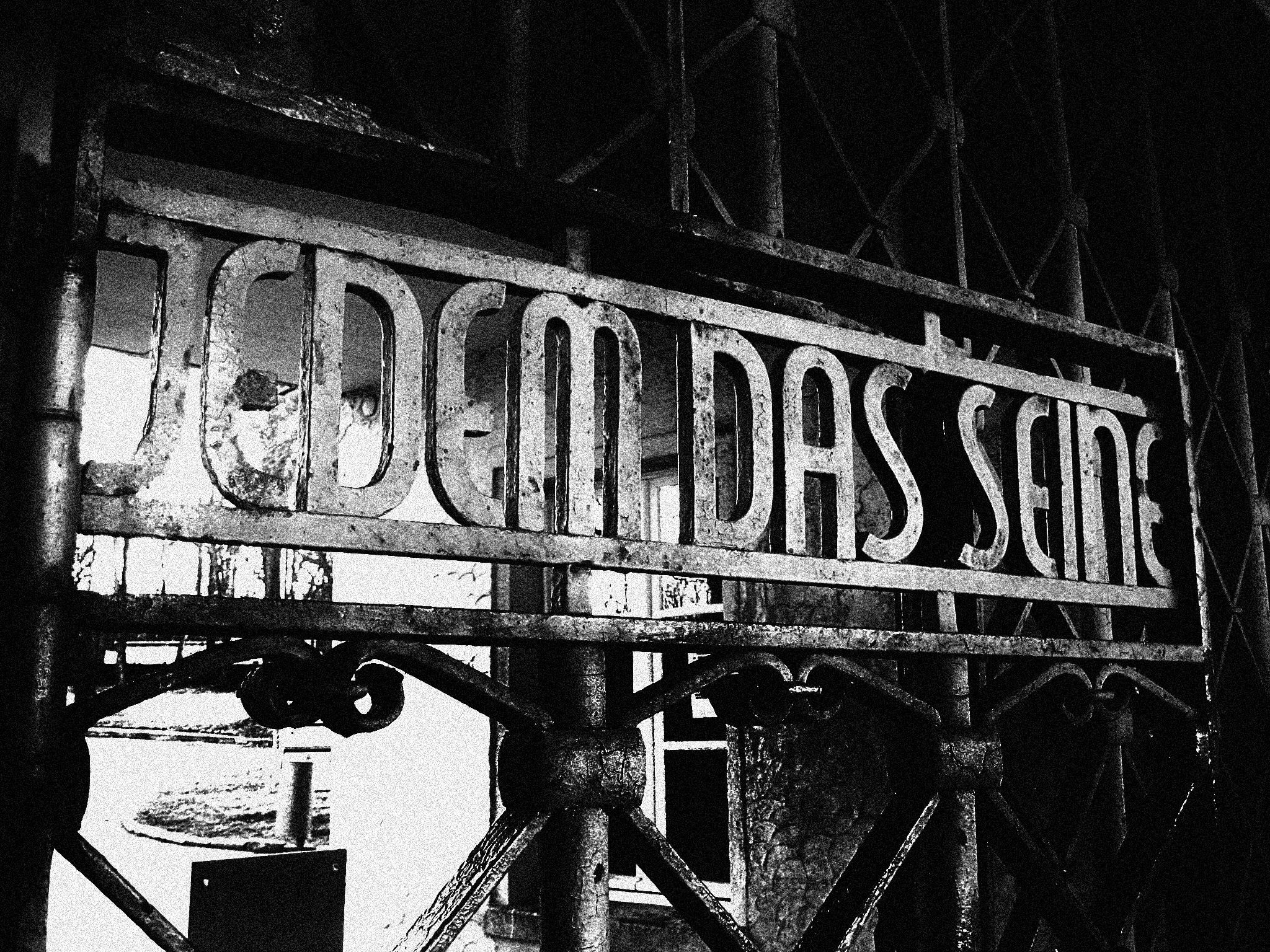
تصویر سردر ورودی اردوگاه بوخنوالد

هر کسی را، داشته‌اش یا عدل/حق/انصاف برای همه —شبیه به ضرب‌المثل "خلایق هر چه لایق" در زبان فارسی— ترجمه‌ای از عبارت آلمانی «Jedem das Seine» که خود ترجمه‌ای است از عبارت لاتین «Suum cuique» می‌باشد.
در طول جنگ جهانی دوم نازیها ترجمه آلمانی این عبارت را بر سردر ورودی اردوگاه بوخن‌والد استفاده کردند. این عبارت حتی تا زمانیکه اتحاد جماهیر شوروی بازداشتگاه را تصرف و از آن برای نگه‌داری خود افراد رژیم نازی استفاده می‌کرد، در ورودی بازداشتگاه باقی ماند . این عبارت یکی از پروپاگانداهای معمول دوران حکومت نازی در آلمان بود.